# Fernanda Abreu
Fernanda Sampaio de Lacerda Abreu, més coneguda com Fernanda Abreu (Rio de Janeiro, 8 de setembre de 1961), és una cantant, compositora i ballarina brasilera, classificada per la premsa com la pionera de la música pop ballable al seu país.

## Carrera artística
Fernanda es va formar com a ballarina professional en la companyia de ballet de Tatiana Leskova. El 1982 es va donar a conèixer com a vocalista de la banda Blitz, responsable de popularitzar el rock brasiler als anys 80. Va llançar tres àlbums amb ells, fins al 1986. L'any 1990 va començar la seva carrera en solitari amb l'àlbum SLA Radical Dance Disco Club, que va aportar un so ballable sense precedents al Brasil, la música pop, que contenia samplers de diferents artistes en els seus temes, com Lady Marmalade de Labelle, i Vogue de Madonna. A Noite, SLA Radical Dance Disco Club, Você pra Mim, Speed Racer i Kamikazes do Amor van ser els senzills d'aquest LP.
El 1992 es va estrenar el seu tema més reeixit, Rio 40 Graus, considerat per la premsa com una fita de la música brasilera per barrejar hip hop, música disco i funk, gèneres encara marginats en aquell moment., a més d'una lletra carregada de crítica social. La cançó formava part del disc SLA 2 Be Sample, que també comptava amb els senzills Jorge da Capdócia, Hello Baby i Do Seu Olhar.
L'any 1995 Fernanda va publicar el seu àlbum més impactant, Da Lata, que va aportar una barreja de pop amb R&B i funk, consolidant la seva marca personal. El single Veneno da Lata feia referència al conegut cas policial del tràfic de marihuana al Brasil disfressat amb llaunes de menjar, expressant el paral·lelisme entre el bo i el prohibit. Una altra cançó destacada va ser Garota Sangue Bom, considerada una extensió de Rio 40 Graus, per explotar la imatge dels suburbis carioques. El treball va ser escollit com el millor àlbum llatinoamericà de 1995 per la revista americana Billboard. L'any 1997 va sortir el seu primer àlbum recopilatori, Raio X, on els grans èxits d'Abreu van rebre una nova versió i també incloïa set temes nous. La versió de Kátia Flávia, a Godiva do Irajá, es va convertir en la segona cançó més exitosa de la seva carrera, portant-li dues nominacions als premis MTV Brasil.
L'any 2000 va publicar el disc Entidade Urbana, centrat en lletres que retrataven les metròpolis brasileres. El primer senzill, Baile da Pesada, va portar diverses referències als precursors del funk carioca, com Big Boy i Furacão 2000, però va ser São Paulo - SP la pista que va tenir més repercussió, sent el seu primer senzill ambientat fora de Rio. El 2004, Fernanda va fundar el seu propi segell discogràfic, Garota Sangue Bom Records, per produir el seu propi material sense interferències, però continuant la col·laboració en el llançament i la promoció amb EMI. Poc després va sortir el disc Na Paz, que aportava una barreja de ritmes ja tradicionals en la seva carrera amb altres orientals, com el bhangra. El 2006 es va publicar el seu primer DVD, MTV ao Vivo.
El 2008 va anunciar que estava treballant en un nou àlbum. El projecte, però, es va cancel·lar quan la mare de Fernanda va caure en coma poc després, fent que la cantant ajornés qualsevol llançament fins que es recuperés. Desafortunadament, va romandre ingressada sis anys abans de morir el 2014. El 2015 Fernanda va tornar a compondre i va signar amb Sony Music, llançant l'àlbum Amor Geral el 20 de maig de 2016.
Reconeguda seguidora del club de futbol Vasco da Gama, el 2009 va publicar un conte infantil sobre la història de l'equip, titulat Meu Pequeno Vascaíno.

## Característiques musicals

### Influències
Per a Abreu, Michael Jackson va ser la seva influència musical més gran, de qui es va declarar "devota". Es va convertir en admiradora del cantant l'any 1970, quan va comprar l'àlbum ABC del grup The Jackson 5, interessant-se en fer classes de ball per reproduir els mateixos passos. Una altra gran influència en ella va ser Prince. Fernanda va realitzar sessions fotogràfiques inspirades en el vestuari de l'artista els anys 2005 i 2009, per a la revista MTV i per al llibre Eu Queria Ser, respectivament.
Madonna també va tenir una gran influència, sobretot en les seves dues obres més centrades en gèneres de dansa, i el grup Technotronic també va servir d'inspiració en les primeres obres. Durant la producció del disc Da Lata Fernanda va citar com a referents la banda anglesa Massive Attack i els artistes nord-americans Quincy Jones i D'Angelo, a més de la influència directa en el seu treball de contacte amb Chico Science i Herbert Vianna. Altres influències inclouen els estatunidencs James Brown i Stevie Wonder, que li van aportar referències a les arrels del funk i la música disco, la banda de funk rock Red Hot Chilli Peppers i també l'icònic brasiler Jorge Ben Jor, de qui Fernanda va versionar Jorge da Cappadocia i Eu Vou Torcer.

### Estil musical
La veu de Fernanda Abreu es considera mezzosoprano, amb un rang de 3 octaves. La classificació mostra una veu suau i de baixa emissió, amb poc esforç per arribar a les notes baixes. El seu estil musical es classifica bàsicament com a pop. Altres gèneres es van incloure al llarg dels seus àlbums, com el dance-pop, el disco i el synthpop present en els seus dos primers treballs. A partir de Da Lata, Abreu va començar a invertir en gèneres més urbans presents als suburbis, com el R&B, el rap i el hip hop. El funk carioca va ser un altre gènere popularitzat per la cantant de Rio 40 Graus, salvant la distància entre les faveles i les grans emissores de ràdio. També es van presentar altres gèneres en alguns temes concrets, com el neo soul (Luxo Pesado), la música electrònica (Space Sound to Dance), bhangra (Eu Vou Torcer), drum and bass (É Hoje), samba-rock (Roda que Se Mexe) i trap (Outro Sim).
Abreu és la principal compositora dels seus àlbums, havent escrit gairebé per unanimitat tots els temes en solitari o amb algun col·laborador puntual. Aquesta va ser la principal demanda de la cantant quan, l'any 1987, va rebutjar el primer contracte d'EMI, exigint a la companyia que ella faria un treball original enlloc de posar la seva veu en cançons de tercers.
Va ser pionera al Brasil en crear música amb ball i emprar samplers en el seu treball. Va trobar-se amb la resistència dels productors, ja que a principis dels anys 90, el rock es mantenia com el principal gènere al Brasil. Va insistir que podia guanyar notorietat fent música pop, immortalitzant la frase «No n'hi ha [mercat per al pop], però l'obrirem». Així, va passar a ser coneguda com "la mare del pop brasiler".
- 1990
- 1997
- 2009
- 2018

## Vida personal
L'any 1980 va estudiar la carrera de Sociologia i va cursar-ne tres anys, abans de deixar la universitat per la intensa rutina d'espectacles amb Blitz. El 1982, va començar a sortir amb el dissenyador gràfic Luiz Mermelstein, conegut en els cercles artístics com a Luiz Stein, amb qui es va casar el 20 de maig de 1983. El 14 de juny de 1992 va néixer la seva primera filla, Sofia Abreu Mermelstein. El 7 de desembre de 1999 va néixer la seva segona filla, Alice Abreu Mermelstein.
L'any 2008, arran d'uns problemes de salut, la mare de Fernanda, Vera Marina, va caure en coma i va romandre en estat vegetatiu fins que va morir sis anys després. Durant aquest període, Abreu no va passar per l'estudi de gravació i va dedicar-se a cuidar de la família. Per això, l'artista va començar a rebre psicoteràpia, per a l'enfortiment personal. El març de 2012 va divorciar-se, després de 28 anys de matrimoni. La cantant va explicar que la parella portava cinc anys passant per un procés de separació, des del 2007, però van poder salvar l'amistat i la col·laboració artística.

## Discografia

### Àlbums d'estudi
- SLA Radical Dance Disco Club (1990)
- SLA 2 Be Sample (1992)
- Da Lata (1995)
- Entidade Urbana (2000)
- Na Paz (2004)
- Amor Geral (2016)

### En directe
- MTV ao Vivo (2006, CD+DVD)

### Recopilatoris
- Raio X (1997)
- Perfil (2010)

## Cinema
| Any  | Títol                          | Personatge   | Nota         |
| ---- | ------------------------------ | ------------ | ------------ |
| 1993 | Vênus de Fogo                  | Bárbara      | Curtmetratge |
| 2012 | Mr. Niteroi: The Lyric Beretta | Ella mateixa | Documental   |

## Homenatges
L'any 2009 va rebre de mans del president Lula da Silva la medalla de l'Orde del Mèrit Cultural, en grau de comanadora. L'any següent, va rebre el títol de Ciutadana Meritòria de Rio de Janeiro i la Medalla Chiquinha Gonzaga, que premia les dones destacades de la cultura.